# 40 (getal)
40 is het natuurlijke getal volgend op 39 en voorafgaand aan 41.

## Wiskunde
Veertig is een octagonaal getal, en als de som van de eerste vier pentagonale getallen, is het een pentagonaal pyramidegetal. Het is een Harshadgetal.
Gegeven 40, levert de Mertensfunctie het getal 0. 40 is het kleinste getal n met precies 9 oplossingen van de vergelijking φ(x) = n.
Veertig is het aantal oplossingen van het n-koninginnenprobleem voor n = 7.

## Natuurwetenschap
40 is
- Het atoomnummer van het scheikundig element zirkonium (Zr).

## Taal
Veertig is een Nederlands hoofdtelwoord.
Het Engelse woord voor veertig, forty, is in die taal het enige getal waarvan alle letters in alfabetische volgorde staan.

## Religie
In de joodse, christelijke en islamitische traditie heeft veertig een speciale betekenis. In de Bijbel komt het getal veertig veelvuldig voor; veertig heeft betrekking op voorbereiding en verwachting. Maar ook op vasten en boetedoening, of zuivering ("quarantaine").
De zondvloed duurde veertig dagen en nachten (Genesis 7:12) en Noach wachtte 40 dagen voordat hij de ark opende (Genesis 8:6).
Mozes verbleef veertig dagen en nachten op de Sinaï om er de Tien geboden te ontvangen.
De Israëlieten trokken veertig jaar onder leiding van Mozes door de Sinaïwoestijn.
Goliath daagde de Israëlieten veertig dagen lang uit voordat David hem ging bevechten (1 Samuël 17:16).
Elia ging door de kracht van de spijs die de engel hem gaf 40 dagen en nachten tot aan de berg Gods, Horeb (1 Koningen 19).
Jona preekte in Ninive dat de stad over veertig dagen verwoest zou worden (Jona 3:4).
Na zijn doop vastte Jezus veertig dagen in de woestijn en werd toen verzocht door de duivel daarna begon Zijn prediking met de Bergrede (Matteüs 4:2) (de hiervan afgeleide vastentijd betreft de periode voorafgaande aan het Paasfeest)
Na zijn opstanding verscheen Jezus veertig dagen aan zijn discipelen alvorens naar de hemel op te varen (Handelingen 1:3). De periode van het paasfeest tot Hemelvaartsdag duurt daarom veertig dagen.
Ook volgens oud-Indisch gebruik gelden rituelen bij overlijden. Bij het overlijden van een familielid wordt traditiegetrouw een aantal dagen in ere gehouden. Het zijn de 7de, de 40ste en de 100ste dag na het overlijden (en tegenwoordig in Indonesië ook de 1000ste dag). Op de 40ste dag wordt een selamatan gehouden.
In het algemeen kan worden gesteld dat de periode van 40 (dagen, weken, maanden, jaren) altijd te maken heeft met een periode van eerst een ingrijpende gebeurtenis, vervolgens een tijd van rijping en ten slotte een metamorfose, een overgang naar een nieuwe fase en de vreugde die daarbij hoort. Bijvoorbeeld het Suikerfeest na de periode van de Ramadan.

## Overig
- een leeftijd in de uitdrukking "Het leven begint bij veertig".
- het landnummer voor internationale telefoongesprekken naar Roemenië.
- het jaar A.D. 40 of 1940.